# Isebekkanal

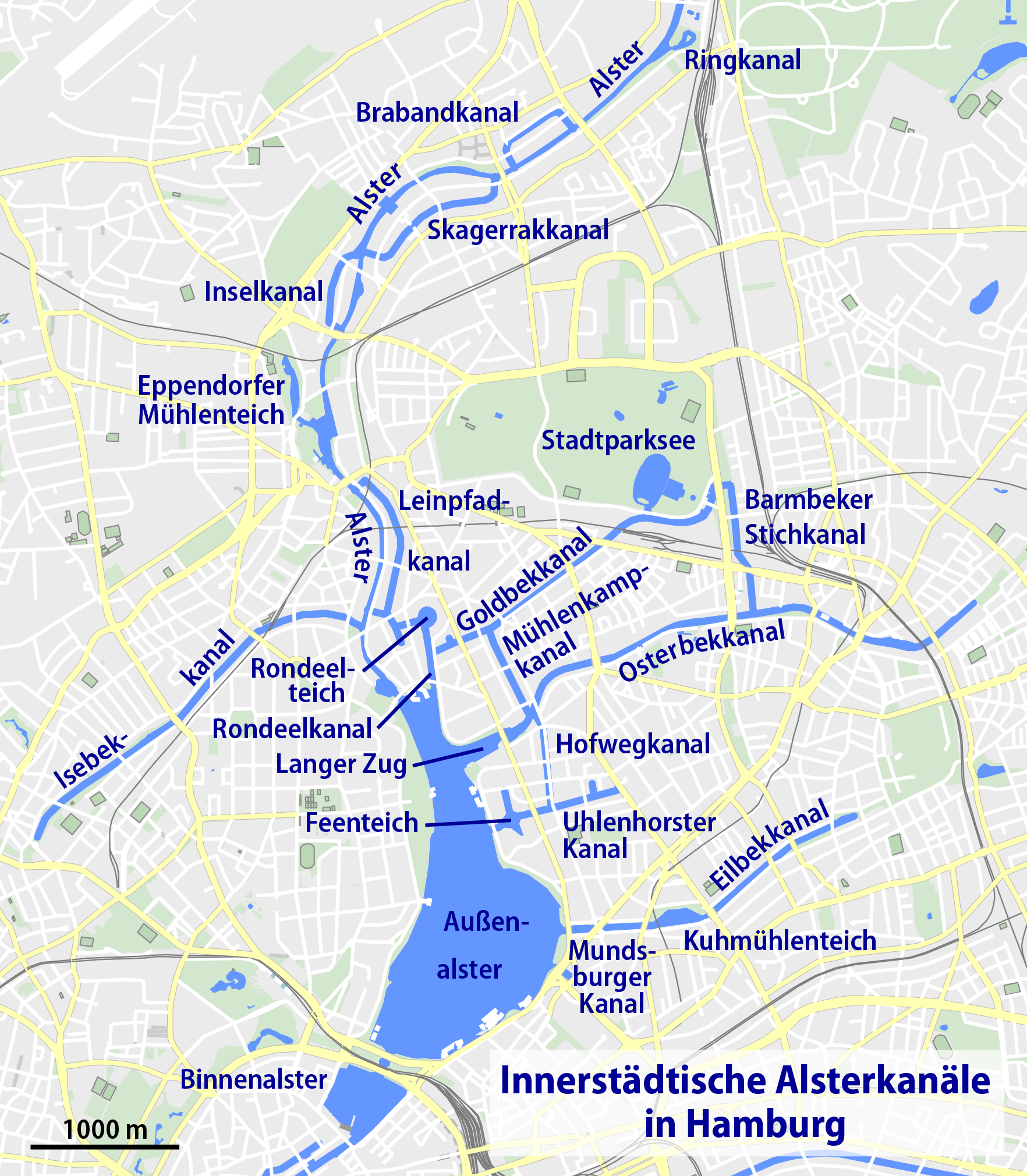
Innerstädtische Kanäle von Hamburg

Der Isebekkanal ist ein knapp drei Kilometer langes Gewässer in Hamburg, das aus einem heute nicht mehr vorhandenen Zufluss der Alster namens Isebek (auch Isebeck) hervorgegangen ist. Der einzige verbliebene benannte Zufluss heißt Ottersbek. 

## Namensherkunft

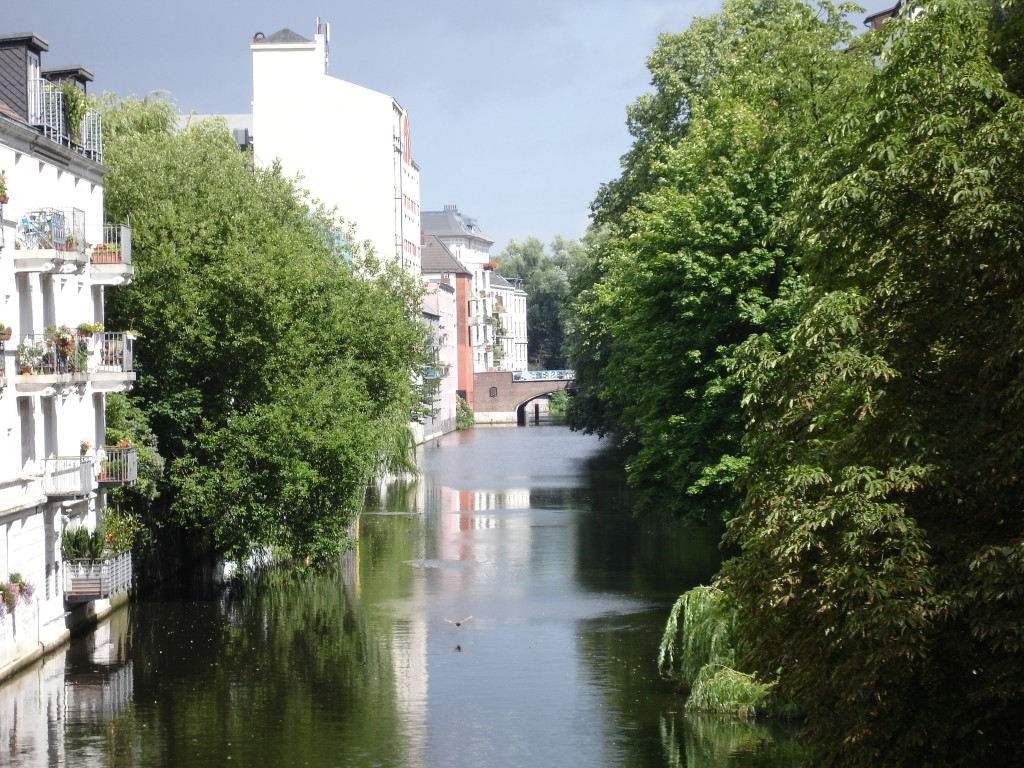
Isebekkanal zwischen Klosterallee und Eppendorfer Baum

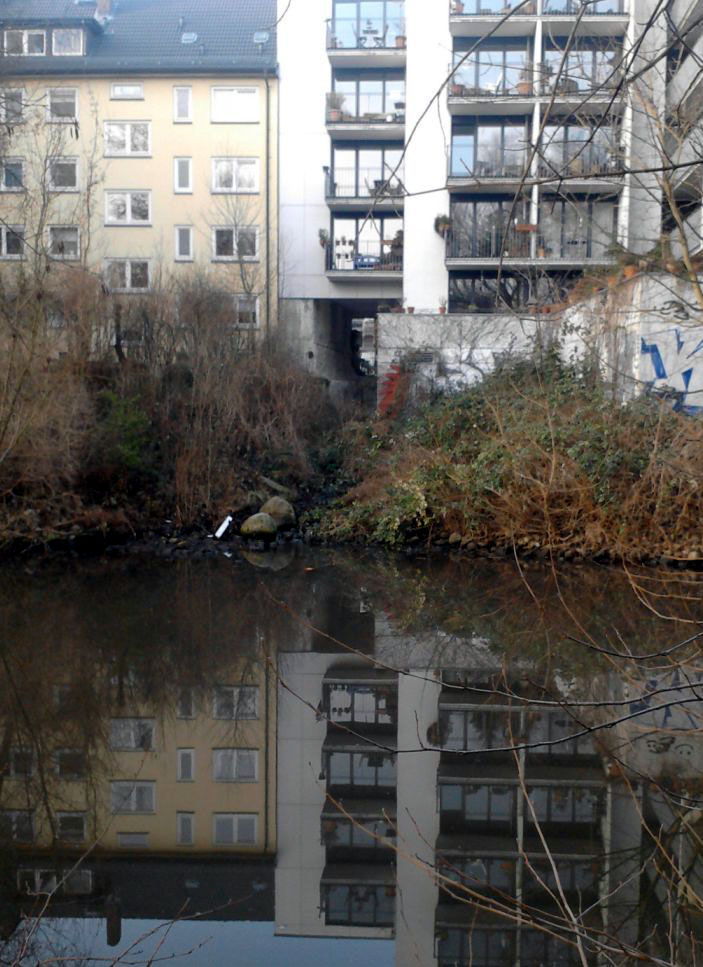
Zufluss der Ottersbek in den Isebekkanal

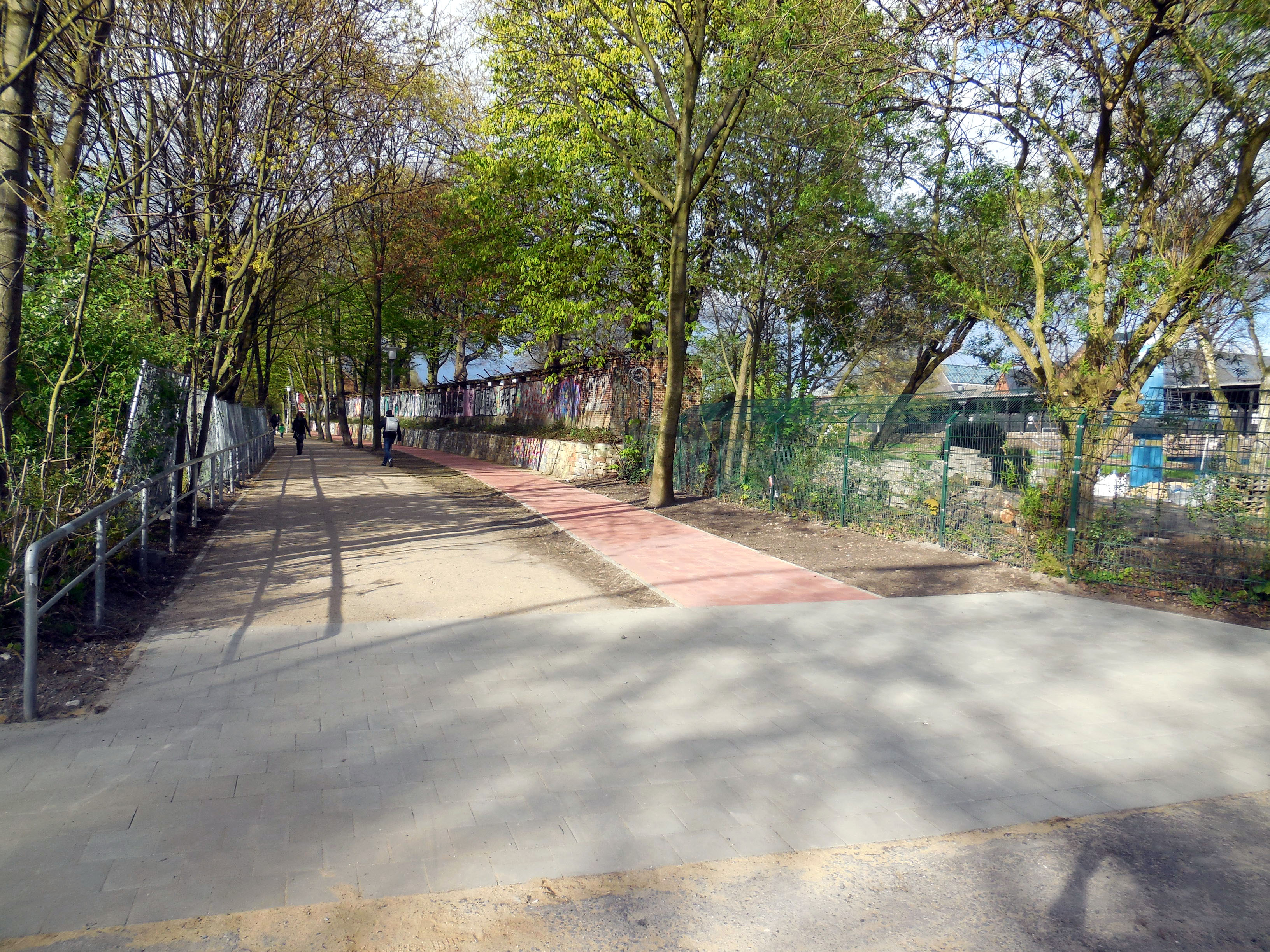
Fuß- und Radweg am südlichen Ende des Kaiser-Friedrich-Ufers; rechts ein Durchblick zum Kaifu-Bad Stand 2017

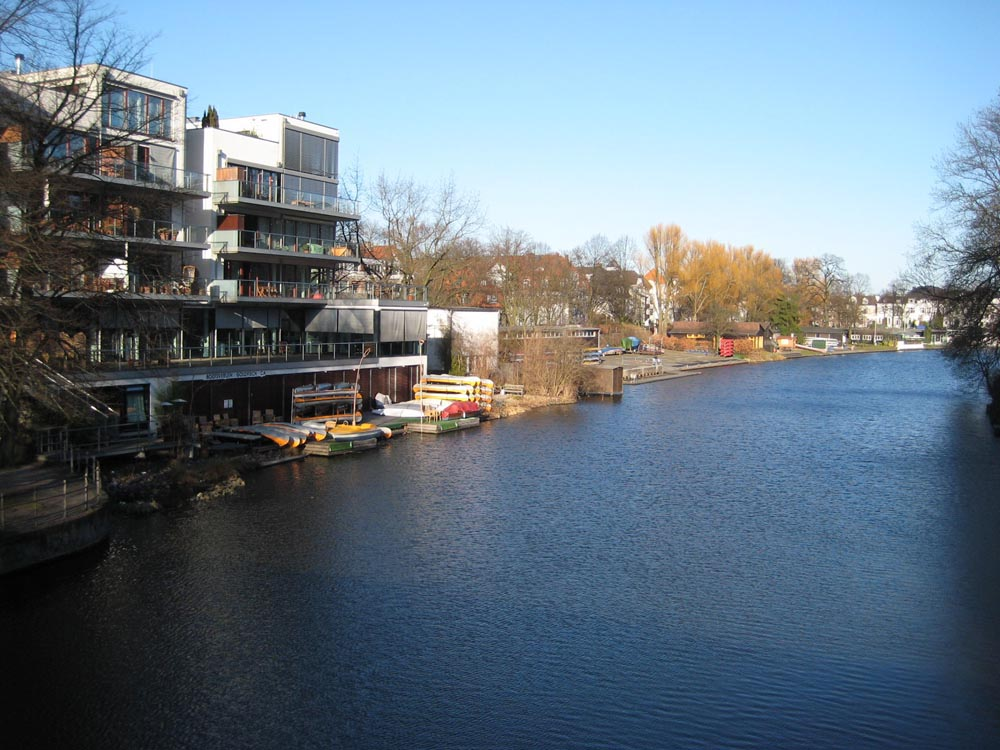
Bootshäuser und Bootsvermietungen am Isekai

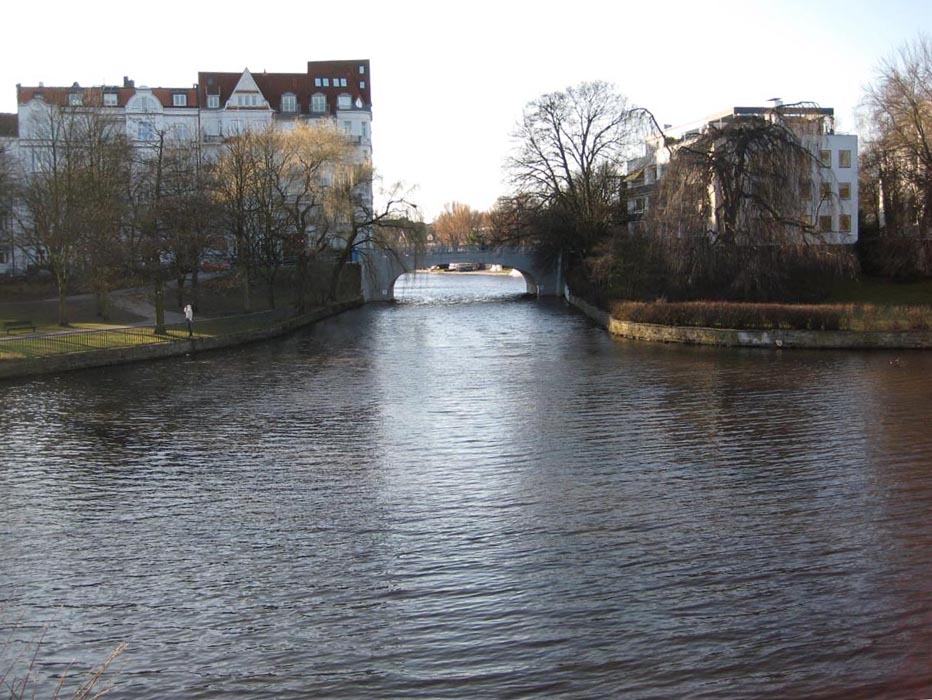
Kanal-Mündung in die Alster

Isebek bedeutet auf Hochdeutsch so viel wie „Eisenbach“. Zur Namensgebung führte ein hoher Eisengehalt im Wasser, der, so wird angenommen, durch Schwefeleisen aus einem im Langenfelder Salzgebiet entspringenden Nebenbach bewirkt wurde.

## Gewässermerkmale
Der Isebekkanal ist durchschnittlich 20 Meter breit und einen bis zwei Meter tief, entlang der Ufer mit Bäumen und Sträuchern dicht bewachsen und von mehreren Grünanlagenstreifen begleitet. Er beginnt im Stadtteil Eimsbüttel (⊙), bildet die Grenze zwischen Hoheluft-Ost, -West und Eppendorf nördlich sowie Harvestehude südlich und mündet schließlich in den Flusslauf der Alster (⊙) etwa 500 Meter vor dessen Verbreiterung zur Außenalster. Der Kanal ist südlich der Hoheluftbrücke (⊙) zu einem Becken von 250 Metern Länge mit maximal 60 Metern Breite erweitert und verjüngt danach wieder zu seinem Beginn am Weidenstieg hin.
Ein Problem ist – wie bei vielen Kanälen –, dass die Strömung schwach und das Gewässer stark mit Nährstoffen belastet ist. Daher kommt es vor, dass das Wasser zu wenig Sauerstoff enthält. Aus diesem Grund sind seit 1988 auf dem Kanalboden Belüftungsrohre verlegt, durch die das Wasser bei Bedarf mit Sauerstoff angereichert werden kann. Als diese Anlage 2001  ausfiel, starben die meisten im Kanal lebenden Fische.

## Geschichte
Die Isebek war ein kleiner, vormals im Ottensener Bornkamp bei Bahrenfeld aus dem Diebsteich (Mühlenteich der Diebsteicher Mühle; alte Bez. Defsdiek, Devedick) entspringender Fluss, der in der Alster mündete.
Daran erinnern an diesem Ort die Straßen Isebekstraße (nicht zu verwechseln mit der Isestraße) sowie der Isebekstieg.
Der Diebsteich seinerseits hatte zwei Zuflüsse, von denen der größere etwa einen Kilometer westlich am heutigen Bornkampsweg entsprang und Bornbek oder auch Isebek genannt wurde. Der kleinere Zufluss kam von Norden und hieß Hexengraben. Die Isebek diente im 14. Jahrhundert als Teil einer Landwehr.
Nach einer Umgestaltung des Kanals 1883 wurde ein Stammsiel hinzugefügt, das Hamburger Regen- und Abwasser führt. Nach 1912 wurde der Isebekkanal großenteils zugeschüttet und beginnt jetzt am Weidenstieg nahe der Eimsbütteler Christuskirche. Ein geringer Zufluss erfolgt nur noch vom nördlich gelegenen Weiher im Eimsbütteler Park „Am Weiher“ durch den Lauf der kleinen und großenteils verrohrten Ottersbek zwischen der Eichenstraße und der Goebenstraße.
Durch Überlaufen des Stammsiels infolge starken Regens kam es häufig zu Fischsterben im Isebekkanal. Deshalb wurde 1988 eine Anlage zur Sauerstoffanreicherung installiert. Ferner wurde an der Straße Lehmweg am Ufer des Kanals ein Gebäude mit einem großen Regenrückhaltebecken errichtet.

## Uferbereiche

### Kaiser-Friedrich-Ufer
Das südöstliche Kanalufer hat zwischen dem Beginn im Süden bis zur Hoheluftbrücke den Namen Kaiser-Friedrich-Ufer nach Kaiser Friedrich III., umgangssprachlich verkürzt zu Kaifu.
Zwischen dem Kaifu und der parallel laufenden Straße Hohe Weide befinden sich (Stand 2024) folgende Einrichtungen, die teils auch Kaifu als Namensbestandteil haben:
- das Kaifu-Bad
- das Fitness-Studio Kaifu-Lodge,
- die denkmalgeschützte Eimsbütteler Brücke
- die ergotherapeutisch orientierte Reha am Kaifu
- Sportanlagen und Geschäftsräume des Eimsbütteler TV, unter anderem eine 1.500 m² große Sporthalle, die von Schulen und dem ETV als Betreiber genutzt wird
- das Gymnasium Kaiser-Friedrich-Ufer
- das Krankenhaus Elim
- nördlich der Bundesstraße die regulär ausgebaute Straße Kaiser-Friedrich-Ufer mit ausgedehnten Wohnanlagen der gemeinnützigen Wohnungsbau-Genossenschaft Kaifu Nordland
- südwestlich der Hoheluftbrücke das Theater Zeppelin
- der U-Bahnhof Hoheluftbrücke

Nordöstlich der Hoheluftbrücke verläuft bis zur Mündung des Kanals in die Alster die Isestraße, wobei zwischen dieser und dem Kanalufer eine durchgehende Wohnhausbebauung liegt. Auf dem fast einen Kilometer langen Abschnitt zwischen Hoheluftbrücke und Eppendorfer Baum ist die Isestraße auf ihrem breiten Mittelstreifen von einem U-Bahn-Viadukt überdeckt, unter dem auf ganzer Länge zweimal wöchentlich der Isemarkt abgehalten wird, der Europas längster Freiluftmarkt sein soll.

### Nordwestliches Kanalufer
Auf gleicher Höhe wie das Kaiser-Friedrich-Ufer verläuft auf der anderen Seite die Bismarckstraße, die auf ganzer Länge durchgehende Wohnhausbebauung zum Kanalufer hin hat. Ab der Hoheluftbrücke verläuft die Straße Lehmweg mit freier Sicht auf den Kanal. Auf halbem Wege zum Eppendorfer Baum biegt der Lehmweg ab, von dort begleitet die Hegestraße den Kanalverlauf mit größerem Abstand durch breiter angelegte Wohn- und Geschäftsgrundstücke. Ab dem Iseplatz hat die Fortsetzung der Hegestraße auf den letzten 400 Metern den Namen Isekai. Am Isekai kurz vor der Mündung in die Alster befinden sich Bootshäuser und Bootsvermietungen sowie einige Restaurants und Cafés.

## Planungen
In den 1960er Jahren wurde geplant, den Isebekkanal zugunsten einer Autobahntrasse zuzuschütten. Als dies Mitte der 1970er durchgeführt werden sollte, gründeten der Dichter Natias Neutert, der Filmregisseur Oliver Hirschbiegel sowie der Sozialpädagoge Erhard Dressel die Bürgerinitiative Rettet den Isebekkanal!, deren Bemühungen letztlich dazu führten, dass die Stadt diese Pläne verwarf. In der Nachfolgezeit wurde die Uferkante mit großem Aufwand neu bepflanzt.
Seit Anfang 2008 wurde für die zukünftige Gestaltung des südöstlichen Uferbereiches Folgendes geplant:
- die Umgestaltung eines Aufenthaltbereichs am Weidenstieg,
- der Neubau beziehungsweise die Instandsetzung des Radweges,
- der Bau eines Bürogebäudes mit Tiefgarage und Restaurant an der Hoheluftbrücke.

Über den Bau des Bürogebäudes – genannt Hoheluftkontor – ergaben sich dann erhebliche Differenzen zwischen Anwohnern, Verwaltung und Investoren.
Das Ergebnis eines Bürgerentscheids in dieser Sache im Jahr 2010 führte dazu, dass anstelle des Kontorhauses ein siebenstöckiges Wohngebäude mit einem Supermarkt im Erdgeschoss gebaut wurde.

## Fischfauna
Im Isebekkanal kommen Karpfen, Schleien, Brassen, Alande, Rotaugen, Rotfedern, Hechte, Zander, Rapfen, Kaulbarsche und Flussbarsche vor.
Durch das häufige Füttern von Wasservögeln sind die Fische an Weißbrot gewöhnt und lassen sich relativ leicht damit in den Sommermonaten an der Wasseroberfläche fangen.

## Bilder

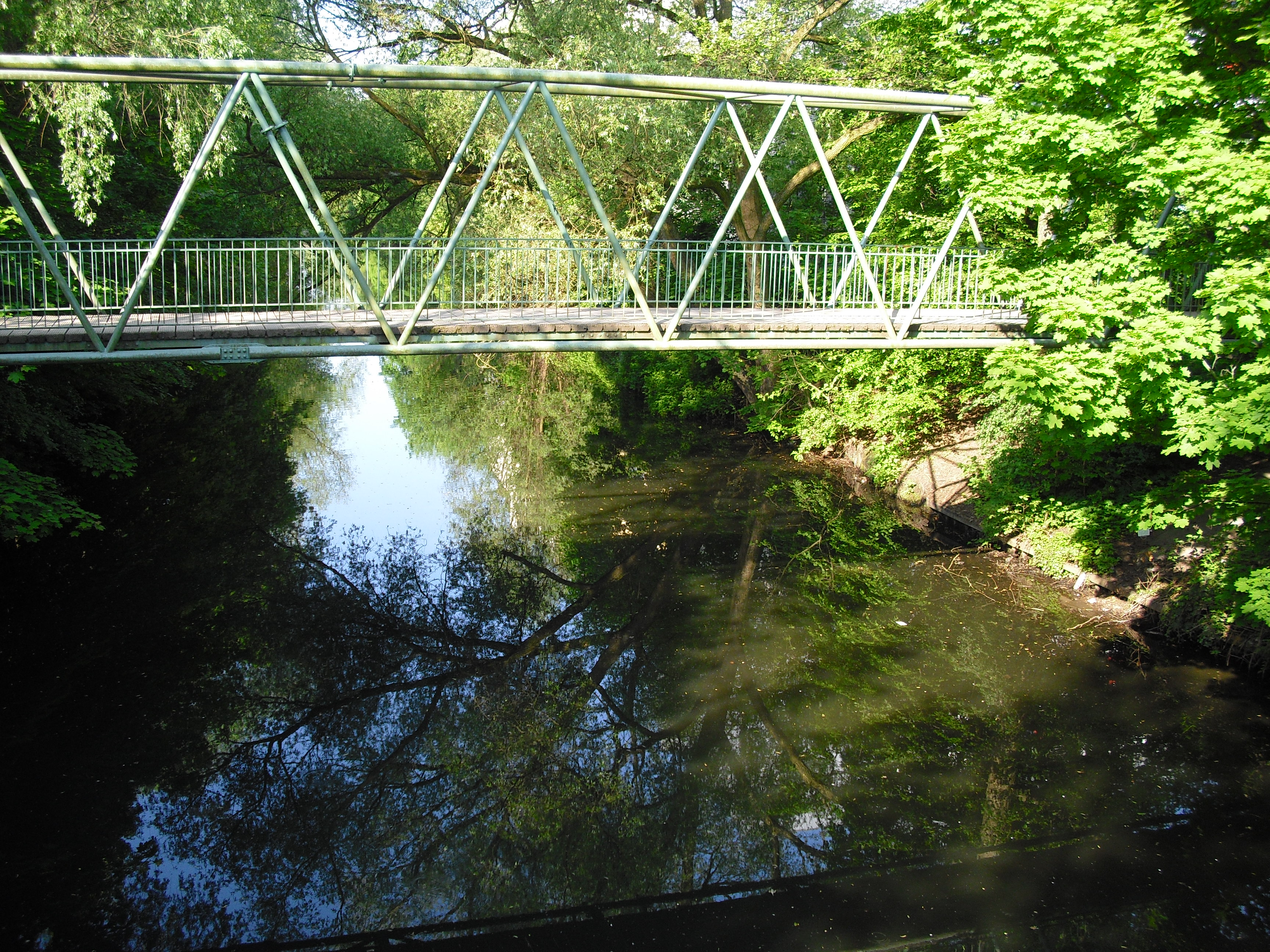
Fußgängerbrücke über den Isebekkanal
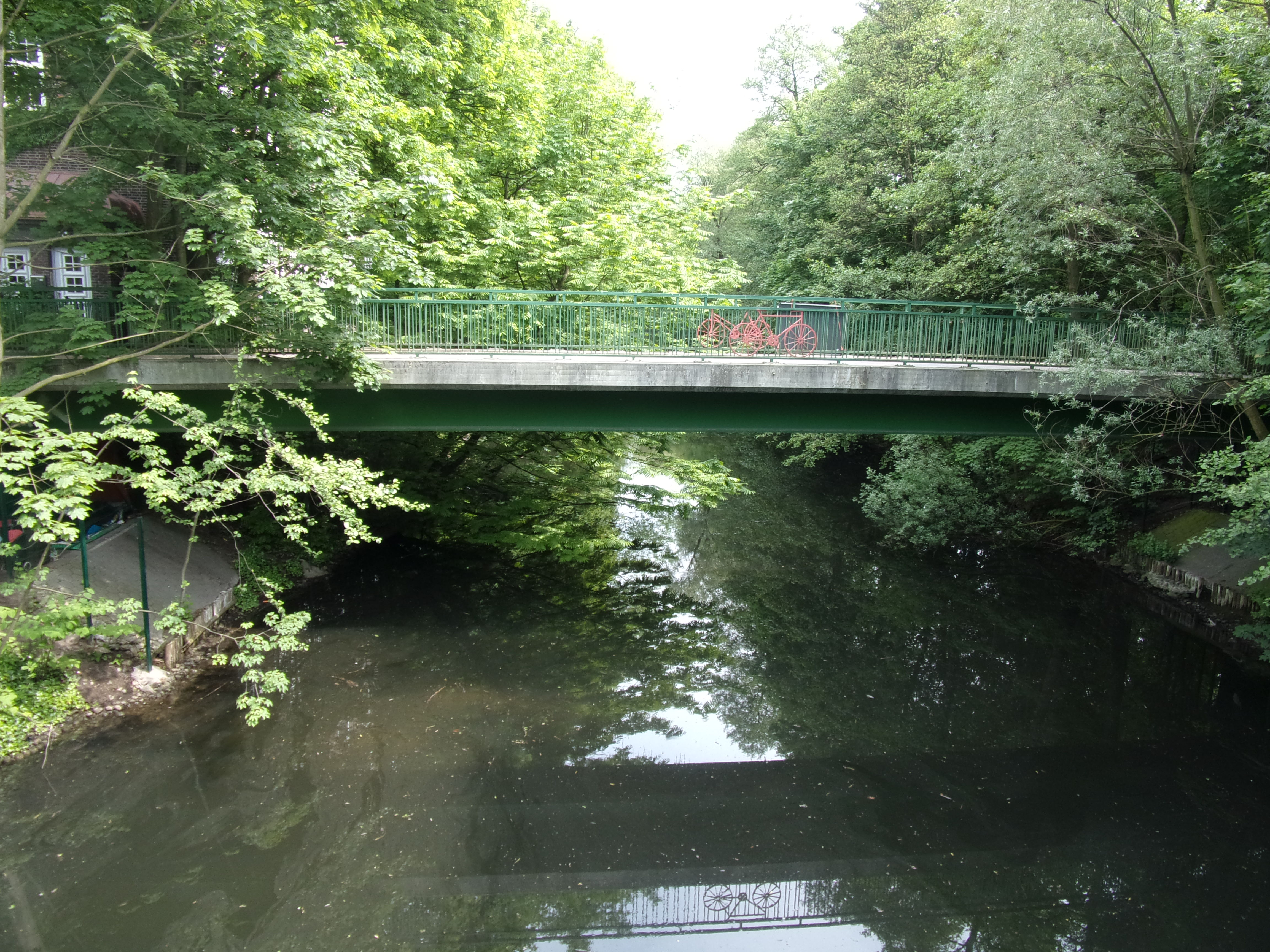
Fahrradbrücke über den Isebekkanal
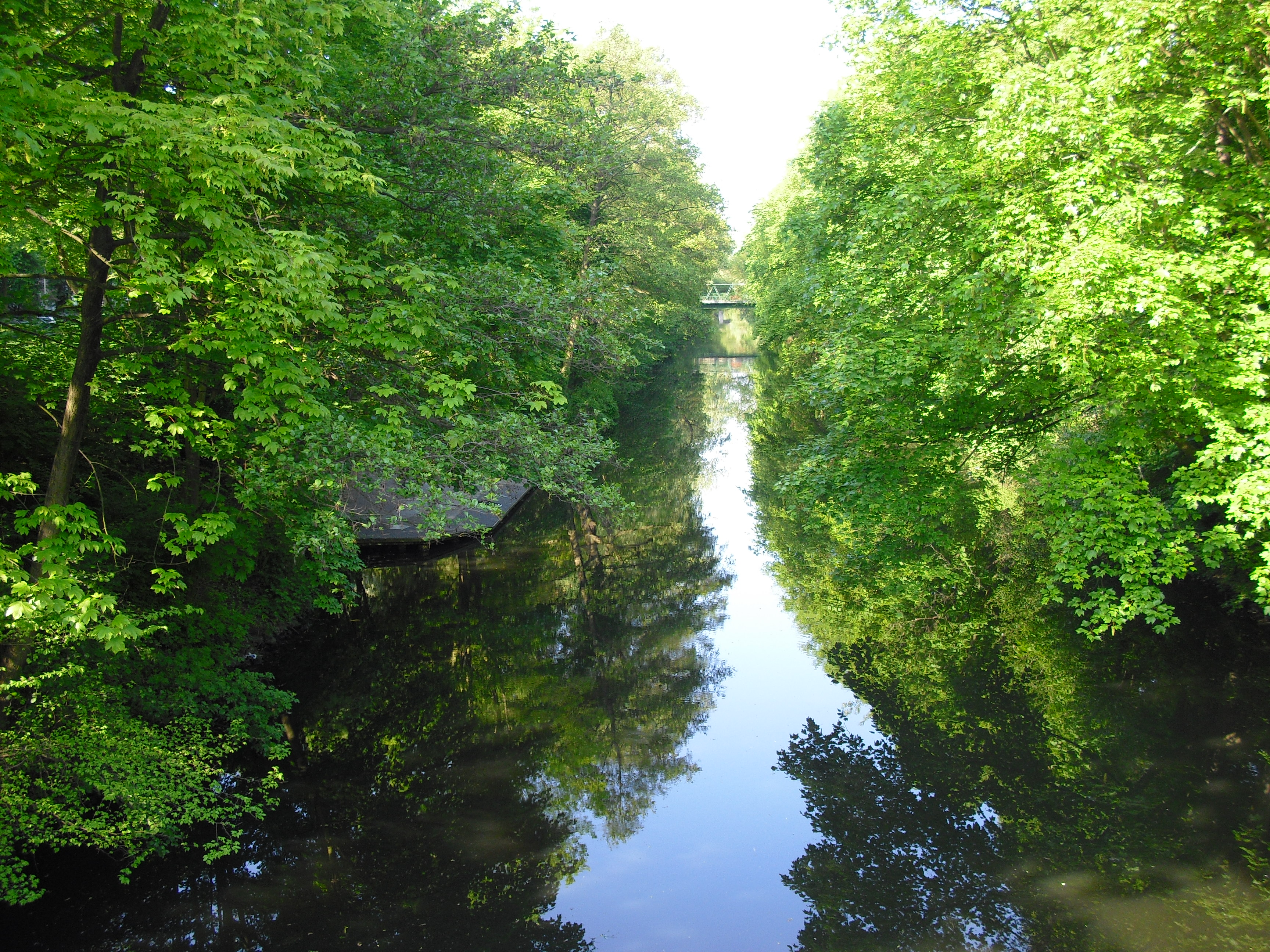
Isebekkanal Oberlauf
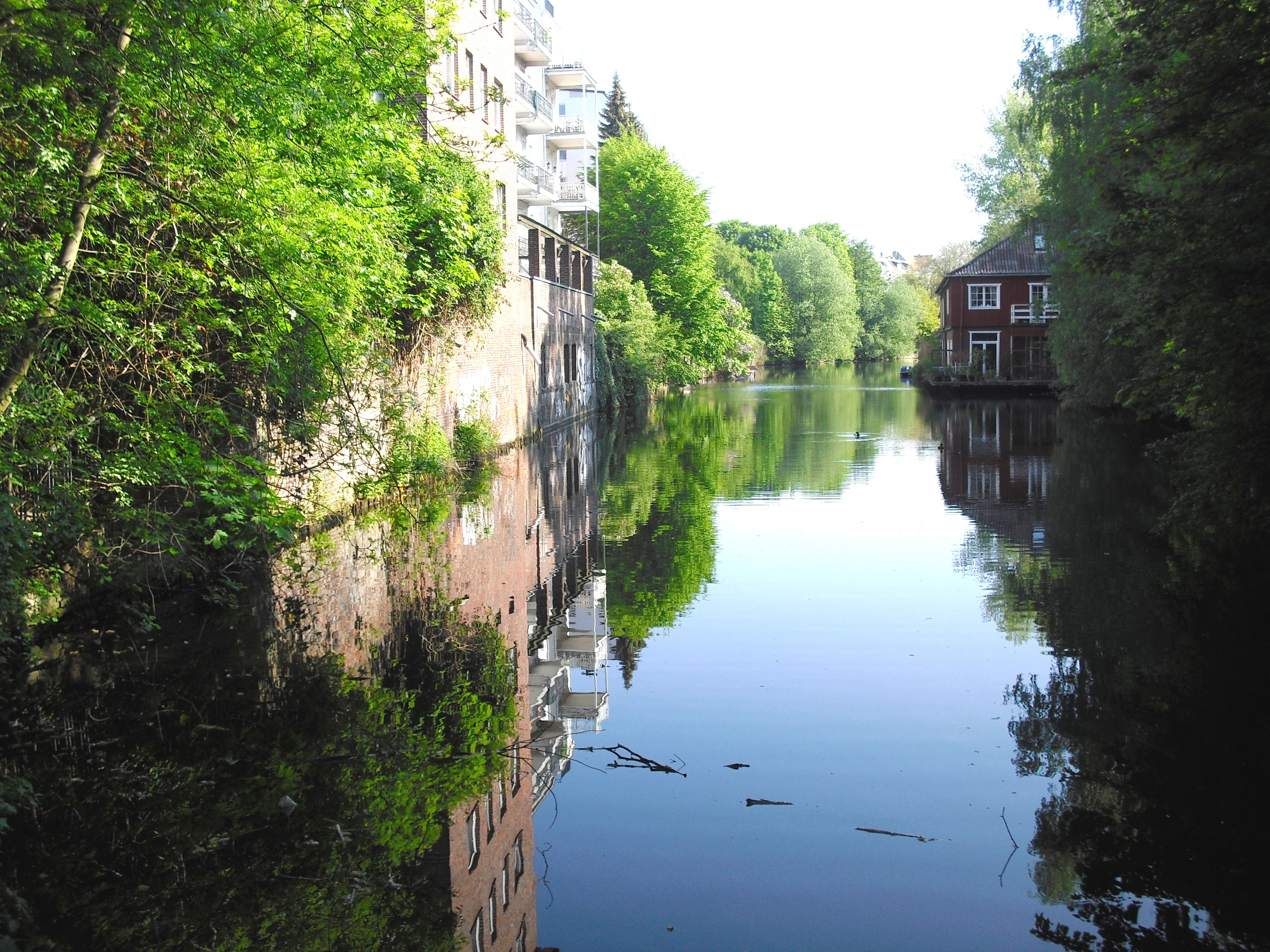
Isebekkanal Oberlauf Nähe Kaifu-Bad
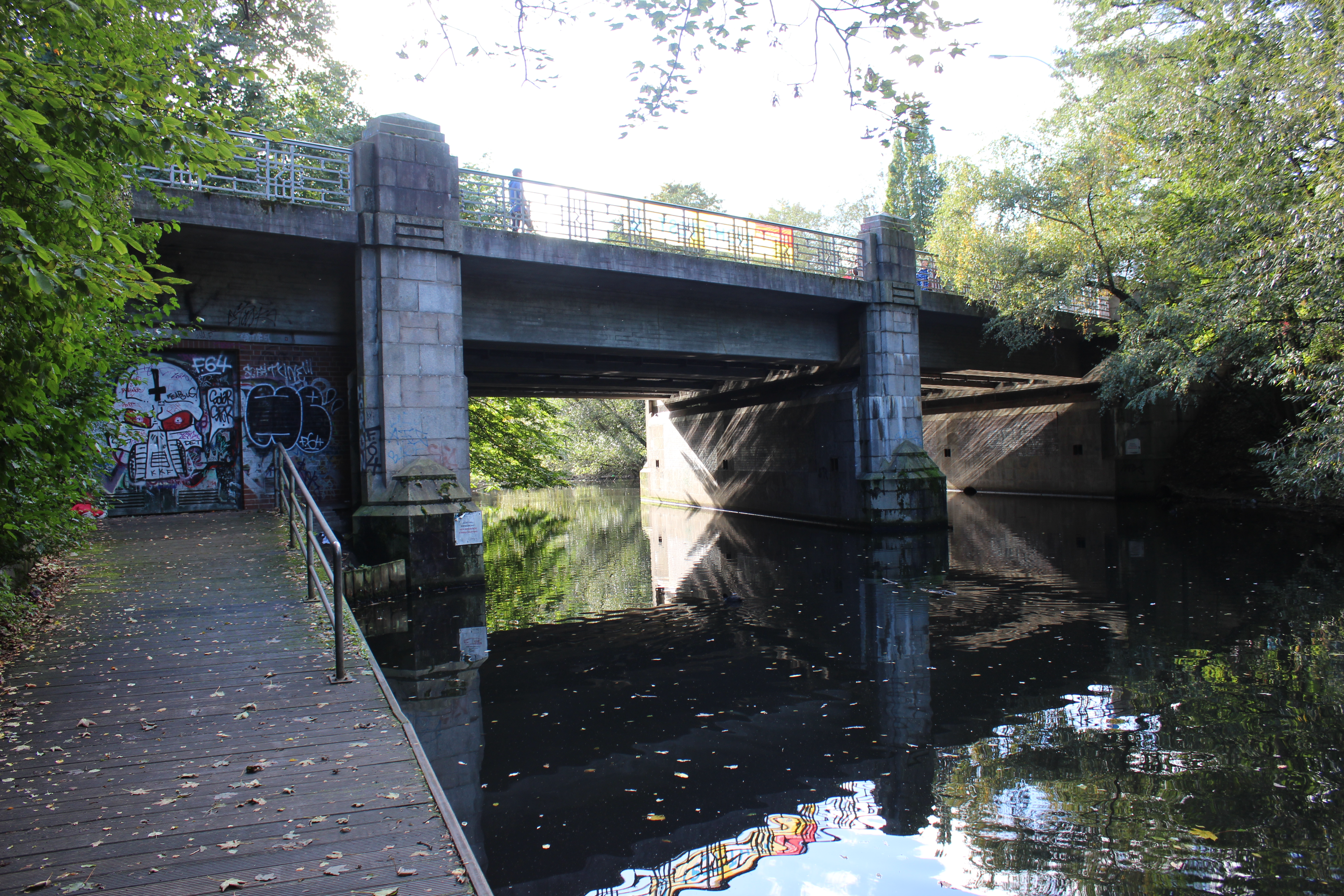
Eimsbütteler Brücke für Bundesstraße/Osterstraße
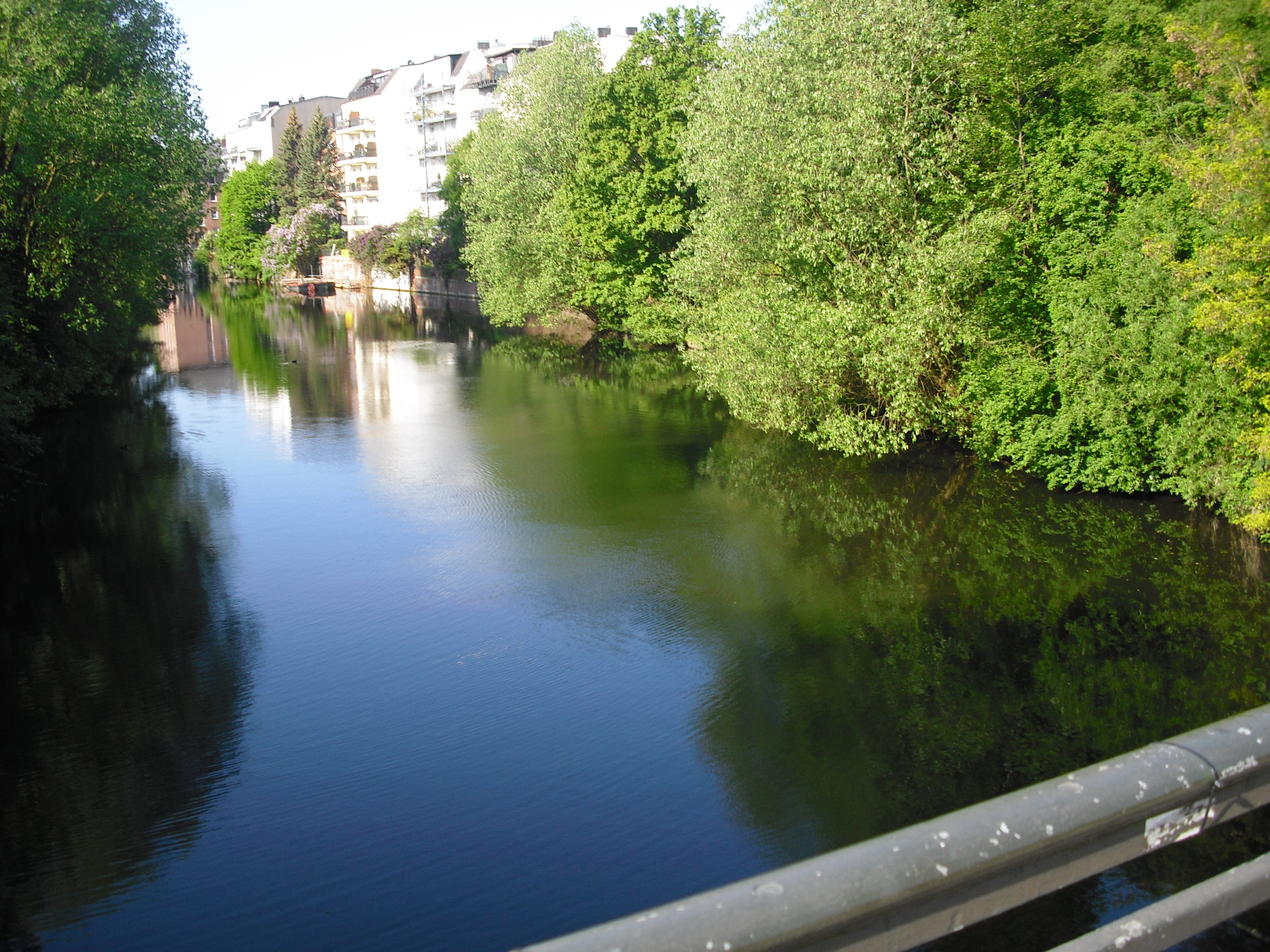
Isebekkanal Oberlauf Blick von der Bundesstraße/Osterstraße